# 林笑云
林笑云（葡萄牙語：Paula Hsiao Yun Ling，1949年—），澳门人，汉族，中华人民共和国政治人物、第十二届全国人民代表大会澳门地区代表。1993年畢業於澳門大學法學院。
担任国家司法部委委托公证人，澳门力图律师事务所暨私人公证署律师、私人公证员。2008年起担任全国人大代表。2013年，担任全国人大代表。2018年2月24日，当选为第十三届全国人大代表。